# Franc Sluga
Franc Sluga, slovenski kmet, član organizacije TIGR in partizan, * 19. januar 1909, Žeje, Postojna, † 17. julij 1982, Žeje.
Z organizacijo TIGR je začel sodelovati leta 1928 na prigovarjanje Toneta Černača, ki je 28. februarja 1928 po napadu na fašistično postojanko  pobegnil v Jugoslavijo in preko Sluge vzpostavil stike z Jakobom Semcem in Ivanom Vadnalom; vsi skupaj so nato zelo aktivno delovali v tajni celici v Žejah. Razpolagali so z veliko količino ilegalnega tiska ter drugega materiala, ki so ga sami ali druge oborožene trojke tihotapile preko državne meje na okupirano Primorsko. Slugo je fašistična policija aretirala 17. julija 1940. Sodišče v Trstu ga je obsodilo na 30 let ječe. Po kapitulaciji Italije se je 5. decembra 1943 vrnil v rojstno vas in pridružil Osvobodilni fronti. Bil je tajnik narodnoosvobodilnega odbora Žeje, nato tajnik rajonskega odbora OF Postojna-okolica. Kot član komiteja Komunistične partije Slovenije za Podnanos  je sodeloval na prvem zasedanju Slovenskega narodnoosvobodilnega odbora 19. februarja 1944 v Črnomlju, nazadnje pa je bil borec 29. hercegovske divizije. Po osvoboditvi je bil aktiven v družbenopolitičnih organizacijah. prejel je več odlikovanj in priznanj. 